# Nikola Vuksanović
Nikola Vuksanović (30 maggio 1993) è un giocatore di football americano serbo, che gioca nel ruolo di defensive lineman per i Berlin Adler.